# Karl-Erik Taukar
Karl-Erik Taukar (Viljandi, 1º marzo 1989) è un cantante e conduttore televisivo estone.

## Biografia
Originario di Viljandi, è salito alla ribalta con la sua partecipazione del 2012 a Eesti otsib superstaari, dove si è classificato 4º in finale. L'anno seguente ha partecipato a Su nägu kõlab tuttavalt, la versione estone di Tu cara me suena. Nel 2015 ha preso parte all'Eesti Laul, il processo di selezione eurovisiva estone, presentando Päev korraga, dove tuttavia non è riuscito a qualificarsi per la finale. Ha successivamente condotto programmi televisivi di rilevanza nazionale, tra cui l'Eesti Laul del 2019 e del 2020, gli Eesti Muusikaauhinnad del 2018 e due stagioni consecutive di Eesti otsib superstaari.
Attraverso la Star Management sono stati pubblicati gli album in studio Vääramatu jõud e Kaks, che sono stati due dei dischi più venduti a livello nazionale nel 2018 e che hanno totalizzato rispettivamente 103 e 116 settimane nella Eesti Tipp-40. Ha conquistato la sua prima top ten nella hit parade dei singoli grazie a Kuule, uscito nel 2020. Nell'ambito degli Eesti Muusikaauhinnad, il principale riconoscimento musicale estone, ha trionfato sei volte.

## Discografia

### Album in studio
- 2014 – Vääramatu jõud
- 2016 – Kaks

### Singoli
- 2013 – Seitsme tuule poole
- 2014 – Vastupandamatu
- 2016 – Rännata võib (con Tanel Padar e Ott Lepland)
- 2017 – Tähti täis on öö
- 2017 – Ei
- 2018 – Need read
- 2019 – Loomulik sarm (con Ivo Linna e i Supernova)
- 2020 – Kuule
- 2021 – Superkangekaelne
- 2021 – Ookean
- 2023 – Silmad pärani kinni
- 2024 – Cuba libre
- 2025 – Hooletu